# Saxerlücke
Die Saxerlücke ist ein 1650 m ü. M. hoher Passübergang im Alpstein zwischen den Schweizer Kantonen Appenzell Innerrhoden und St. Gallen. Er bildet eine Nord-Süd-Verbindung zwischen dem Bezirk Schwende-Rüte und der im St. Galler Rheintal liegenden Gemeinde Sennwald. Die Passhöhe liegt auf dem Kamm zwischen Hüser (1951 m ü. M.) im Nordosten und Chrüzberg (2065 m ü. M.) im Südwesten.

## Saumweg
Die Umgebung der Saxerlücke gilt als beliebtes Wandergebiet. Der Saumweg über den Pass startet auf rund 480 m ü. M. in Sax im St. Galler Rheintal. Der kurze Abstieg führt zu dem am Fählensee stehenden Gasthaus Bollenwees. Weiter via Sämtisersee gelangt man nach Brülisau.
Ein weiterer Weg führt über einen langen Kamm vom Hohen Kasten an der Stauberenkanzel vorbei zur Saxerlücke und weiter über den Mutschensattel nach Wildhaus im Toggenburg.
Um in Süd-Nord-Richtung den ganzen Sax-Schwendi-Bruch zu durchwandern, steigt man von der Bollenwees auf einem Saumpfad kurz ab und dann steil hinauf zur Bogartenlücke (1730 m ü. M.). Von hier kann man direkt nach Wasserauen oder zum Seealpsee absteigen.

## Geologie

Blick auf die Saxerlücke und den Chrüzberg, 1910

Der gesamte Alpstein ist von einer Vielzahl von Querbrüchen durchzogen. Die Saxerlücke ist Teil der markantesten Verwerfung im Alpstein, dem Sax-Schwende-Bruch. Der Ostteil des Alpsteins hat sich hier abgesenkt und gegen 1000 Meter nach Norden verschoben. Die Absenkung steht im Zusammenhang mit dem Rheintalgraben, einem Stück eingesunkener Erdkruste.
Über den Grat vom Hohen Kasten, hier nordwärts hinab und zum Sämtisersee führt die lokale Route 988 von SchweizMobil mit dem Namen «Geologischer Wanderweg Alpstein».

## Nachweise
1. 1 2  Lage & Höhe gemäß «geo.admin.ch».
2. 1 2  Lage & Höhe gemäß «ortsnamen.ch».